# Aufstieg der Seligen (Hieronymus Bosch)

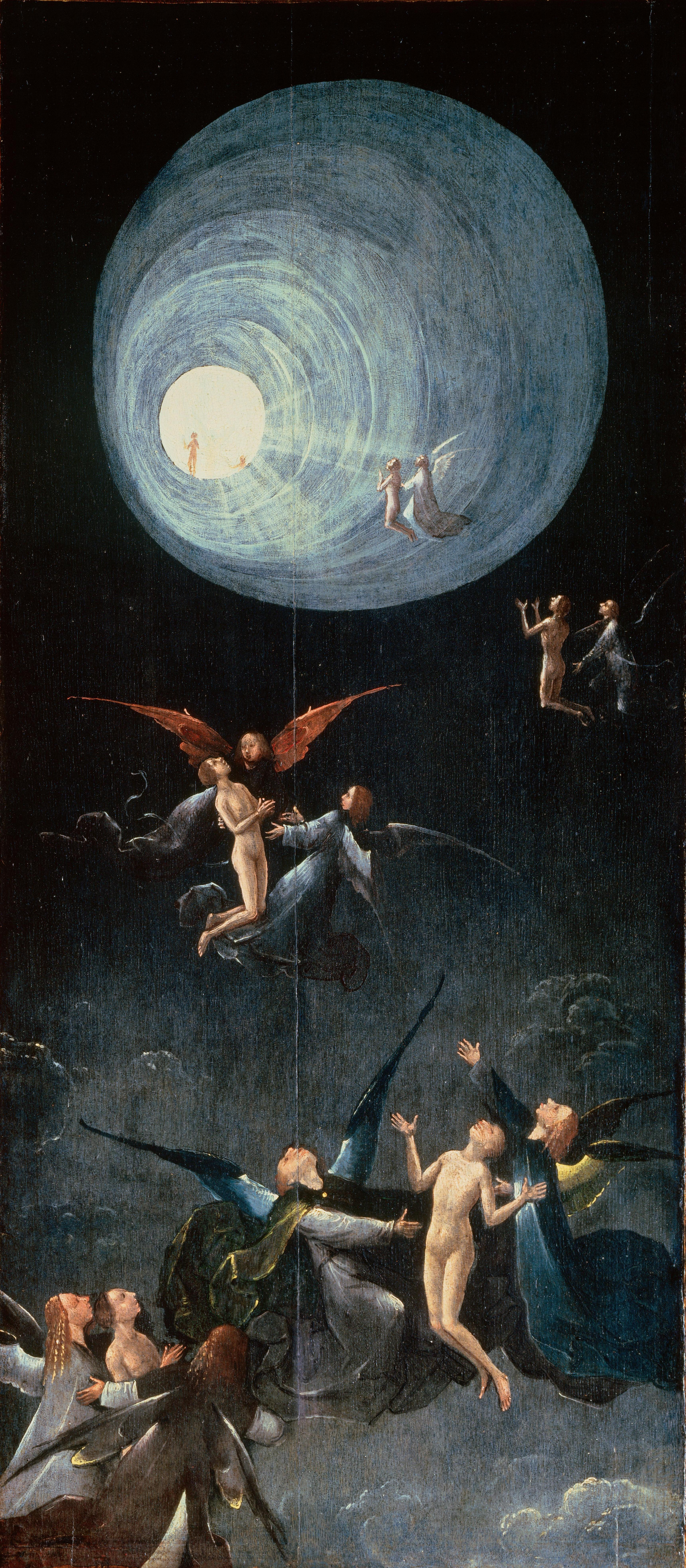
Aufstieg der Seligen

Aufstieg der Seligen ist ein Gemälde von Hieronymus Bosch, das zwischen 1505 und 1515 entstanden ist. Es befindet sich in der Gallerie dell’Accademia in Venedig.
Dieses Gemälde ist Teil eines Polyptychons aus vier Bildtafeln mit dem Titel Visionen des Jenseits. Bei den drei weiteren Bildern handelt es sich um Paradies auf Erden, Der Abstieg der Verdammten in die Hölle und Hölle.

## Formale Analyse
Das faszinierendste Element dieses Gemäldes ist der große Tunnel, der das obere Drittel des Bildes ausfüllt. Der Betrachter wird in eine Perspektive versetzt, als schaue er durch einen Strohhalm auf das dahinter liegende himmlische Jenseits. Dieses Jenseits des Tunnels ist reines Licht, in dem alles Gegenständliche verborgen bleibt. Es ist eine Quelle der Vielfalt und Überraschung, die eine visionäre und ekstatische Vereinigung mit Gott symbolisiert. Der dreidimensionale Tunnel gibt dem Betrachter einen Blick auf das „weiße Licht“ vom Himmel, in das die nackten Figuren am Ende ihres irdischen Weges – geführt von Engeln – eintauchen werden. Ihr Geschlecht ist nicht erkennbar, ebenso wenig wie individuelle Züge eine Unterscheidung möglich machen. Was ihre Körper ausdrücken, kann als kontemplative Haltung bezeichnet werden, der durch die eindeutig auf den Tunnel hinlenkenden Armbewegungen der Engel eine Richtung gegeben wird und von den auf Erlösung wartenden Seelen auch verstanden wird. Hierauf deuten die himmelwärts gerichteten Gesichter hin. Hier ist die Essenz des Menschen symbolisiert, die in Transzendenz begriffen ist und alles Physische zurücklässt.
Die Szenerie des Bildes ist insgesamt sehr schwach beleuchtet, was im Kontrast zu dem weißen Licht am Ende des Tunnels steht. Das himmlische Licht ist nicht das Licht, das den Boden des Bildes beleuchtet, auf dem sich das irdische Reich befindet und das hier schon nicht mehr zu sehen ist. Die extreme Dunkelheit am Eingang des Tunnels deutet darauf hin, dass das himmlische Licht nichts mit dem von unten kommenden Licht in den Wolken zu tun hat. Die Bereiche außerhalb des Tunnels sind dunkel und grau. Das von unten kommende Licht wird mit zunehmender Annäherung an den Tunnel schwächer, bevor es an dessen Rand völlig erlischt und das von Gott ausgehende Licht zur Wirkung kommen lässt.
Die Darstellungen dieses Bildes enthalten wesentliche Elemente, die von Menschen mit Nahtoderfahrungen berichtet werden und von der Thanatologie gut dokumentiert wurden und durch diesen im Aufbau befindlichen Zweig der Wissenschaften zunehmend vervollständigt werden. Es ist möglich, dass Berichte von solchen Erfahrungen den Künstler inspiriert haben, wie auch umgekehrt die Beeinflussung der Menschen mit Nahtoderfahrungen durch solche bildlichen Darstellungen und die ihnen zugrunde liegenden Imaginationen zu finden sind. Im 15. Jahrhundert war es üblich, den Eingang zum Paradies als Trichter darzustellen, der daher in vielen bildlichen Darstellungen auftauchte. Die Form des Tunnels hat etwas Ähnlichkeit mit zeitgenössischen Darstellungen des Tierkreises und möglicherweise wurde Bosch hierdurch zur Darstellung eines Tunnels, der in das Licht und damit in die Nähe Gottes führt, inspiriert.

## Historischer Kontext
Die Bilder von Bosch spiegeln die religiösen Themen wider, die in den Niederlanden im 16. Jahrhundert Kunst und Gesellschaft dominierten, insbesondere die katholische Religion. Jeder hatte die Pflicht, sich wie ein guter Katholik zu benehmen und zu handeln, damit er in den Himmel aufsteigen konnte. Die Konsequenzen der Sünden wurden so schrecklich dargestellt, um damit den Gehorsam der Menschen durch drastische Strafen im Fegefeuer und die Verdammnis in der Hölle zu erzwingen. Laut Patrik Reuterswärd wurde die Wirkung dieser Bedrohungen noch durch Abhandlungen unterstützt, wie z. B. eine mit dem Titel Von der Vorsehung Gottes zur Zeit Boschs in Umlauf gebrachte Schrift, die den Gläubigen suggerierte, von 30.000 Seelen werde Gott lediglich zwei in den Himmel aufnehmen.

## Die Stellung des Bildes innerhalb des Polyptychons
Innerhalb der Fachwelt besteht über die Zuordnung und die Interpretation des Arrangements keine einhellige Meinung. Die Bilder als Einzelwerke stellen in der Diskussion das geringere Problem dar, da sie jeweils für sich eindeutige Aussagen treffen. Der Streit betrifft vielmehr die Reihenfolge der Bildtafeln und wie sie in einem Museum positioniert werden sollten. Als das Konvolut 2011 in Venedig aufgehängt wurde, war die Anordnung der Tafeln Der Fall der Verdammten in die Hölle, Die Hölle, abgesetzt hiervon Das Paradies auf Erden und Aufstieg der Seligen. Das Paradies auf Erden wurde auf der linken Seite platziert, da es vor allem mit seiner Landschaft, seinem Brunnen und weiteren biblischen Bezügen anderen Bildtafeln von Bosch zum gleichen Thema ähnelt. Hierbei blieb fraglich, ob Das Paradies auf Erden im Sinne des Malers als Paradies zu interpretieren ist, oder ob es besser als Fegefeuer zu bezeichnen wäre, da das irdische Leben vielerlei Qualen unterliegt. Eine andere mögliche Anordnung der Bildtafeln wird unter Bezugnahme auf Mt. 25: 32–3 in der Reihenfolge Aufstieg der Seligen, Das Paradies auf Erden, Die Hölle und Der Fall der Verdammten in die Hölle gesehen. Diese Idee folgt der traditionellen Auffassung, wonach Gott die Verdammten auf der linken Seite zur Hölle leitet. Der Bosch-Experte Ludwig von Baldass vertritt die Auffassung, dass „die Flügel jeweils aus zwei übereinander angeordneten Bildtafeln bestehen“, wobei links die von Engeln ins Paradies geleiteten geretteten Wesen darstellen und rechts der Fall der Verdammten in die Hölle zu sehen ist. Einige Experten glauben, dass die Visionen des Jenseits die Seitenflügel zu einem Triptychon mit dem Thema Das jüngste Gericht bildeten, dessen Mittelteil verschollen ist.
Die Zuschreibung der Bildtafeln zu Hieronymus Bosch ist nicht eindeutig geklärt, sie wird jedoch allgemein angenommen, da unter kunsthistorischen Gesichtspunkten keine andere Zuschreibung sinnvoll erscheint. Es gibt auch Spekulationen darüber, welche Motive Bosch zur Komposition der Bilder veranlasst haben, ob sie aus seinem Geist oder aus seinen Träumen stammen. Im 16. Jahrhundert versuchten viele Menschen ein spirituelles Erwachen durch verschiedene Stimulantien herbeizuführen, um so Gott möglichst nah zu kommen. Die von Bosch dargestellten Motive könnten einige der Bilder gewesen sein, die Menschen bei dem Versuch empfangen haben, in die Tiefe und das Geheimnis ihrer Spiritualität einzutauchen.